# صنعت ماهیگیری بر پایه کشور
این فهرست کشورها ی تولیدکننده شیلات در سال ۲۰۰۵ است.

## ماهی، سخت پوستان، نرم‌تنان و غیره
این فهرست برداشت شیلات، در سال ۲۰۰۵ است. نتایج از گرفتن انواع ماهی، ماهی تن، سخت پوستان و نرم تنان توسط کشور مربوطه است. نتایج از صید کمتر از ۱۰۰،۰۰۰ تن نمی‌باشد.
| کشور                       | صید         | آبزیان     | مجموع       |
| -------------------------- | ----------- | ---------- | ----------- |
| الجزایر                    | ۱۲۶٬۲۵۹     | ۳۶۸ F      | ۱۲۶٬۶۲۷ F   |
| آنگولا                     | ۲۴۰٬۰۰۰ F   |            | ۲۴۰٬۰۰۰ F   |
| آرژانتین                   | ۹۳۱٬۴۷۲     | ۲٬۴۳۰      | ۹۳۳٬۹۰۲     |
| استرالیا                   | ۲۴۵٬۹۳۵     | ۴۷٬۰۸۷     | ۲۹۳٬۰۲۲     |
| بنگلادش                    | ۱٬۳۳۳٬۸۶۶   | ۸۸۲٬۰۹۱    | ۲٬۲۱۵٬۹۵۷   |
| برزیل                      | ۷۵۰٬۲۸۳     | ۲۵۷٬۷۸۳    | ۱٬۰۰۸٬۰۶۶   |
| کامبوج                     | ۳۸۴٬۰۰۰     | ۲۶٬۰۰۰     | ۴۱۰٬۰۰۰     |
| کانادا                     | ۱٬۰۸۰٬۹۸۲   | ۱۵۴٬۰۸۳    | ۱٬۲۳۵٬۰۶۵   |
| شیلی                       | ۴٬۳۳۰٬۳۲۵   | ۶۹۸٬۲۱۴    | ۵٬۰۲۸٬۵۳۹   |
| چین                        | ۱۷٬۰۵۳٬۱۹۱  | ۳۲٬۴۱۴٬۰۸۴ | ۴۹٬۴۶۷٬۲۷۵  |
| کلمبیا                     | ۱۲۱٬۰۰۰ F   | ۶۰٬۰۷۲ F   | ۱۸۱٬۰۷۲ F   |
| جمهوری دموکراتیک کنگو      | ۲۲۰٬۰۰۰ F   | ۲٬۹۶۵ F    | ۲۲۲٬۹۶۵ F   |
| دانمارک                    | ۹۱۰٬۶۱۳     | ۳۹٬۰۱۲     | ۹۴۹٬۶۲۵     |
| اکوادور                    | ۴۰۷٬۷۲۳     | ۷۸٬۳۰۰ F   | ۴۸۶٬۰۲۳ F   |
| مصر                        | ۳۴۹٬۵۵۳     | ۵۳۹٬۷۴۸    | ۸۸۹٬۳۰۱     |
| فرانسه                     | ۵۷۴٬۳۵۸     | ۲۵۸٬۴۳۵    | ۸۳۲٬۷۹۳     |
| آلمان                      | ۲۸۵٬۶۶۸     | ۴۴٬۶۸۵     | ۳۳۰٬۳۵۳     |
| غنا                        | ۳۹۲٬۲۷۴     | ۱٬۱۵۴      | ۳۹۳٬۴۲۸     |
| یونان                      | ۹۲٬۷۳۸      | ۱۰۶٬۲۰۸    | ۱۹۸٬۹۴۶     |
| گرینلند                    | ۲۱۶٬۳۰۲ F   |            | ۲۱۶٬۳۰۲ F   |
| هنگ کنگ                    | ۱۶۱٬۹۶۴     | ۴٬۱۳۰      | ۱۶۶٬۰۹۴     |
| ایسلند                     | ۱٬۶۶۱٬۰۳۱   | ۸٬۲۵۶ F    | ۱٬۶۶۹٬۲۸۷ F |
| هند                        | ۳٬۴۸۱٬۱۳۶   | ۲٬۸۳۷٬۷۵۱  | ۶٬۳۱۸٬۸۸۷   |
| اندونزی                    | ۴٬۳۸۱٬۲۶۰   | ۱٬۱۹۷٬۱۰۹  | ۵٬۵۷۸٬۳۶۹   |
| ایران                      | ۴۱۰٬۵۵۸     | ۱۱۷٬۳۵۴    | ۵۲۷٬۹۱۲     |
| جمهوری ایرلند              | ۲۶۲٬۵۳۲     | ۶۰٬۰۵۰     | ۳۲۲٬۵۸۲     |
| ایتالیا                    | ۲۹۸٬۳۷۳     | ۱۸۰٬۹۴۳    | ۴۷۹٬۳۱۶     |
| ژاپن                       | ۴٬۰۷۲٬۸۹۵ F | ۷۴۶٬۲۲۱    | ۴٬۸۱۹٬۱۱۶ F |
| کنیا                       | ۱۴۸٬۱۲۴     | ۱٬۰۴۷      | ۱۴۹٬۱۷۱     |
| کره شمالی                  | ۲۰۵٬۰۰۰ F   | ۶۳٬۷۰۰ F   | ۲۶۸٬۷۰۰ F   |
| کره جنوبی                  | ۱٬۶۳۹٬۰۶۹   | ۴۳۶٬۲۳۲    | ۲٬۰۷۵٬۳۰۱   |
| لتونی                      | ۱۵۰٬۶۱۸     | ۵۴۲        | ۱۵۱٬۱۶۰     |
| لیتوانی                    | ۱۳۹٬۷۸۵     | ۲٬۰۱۳      | ۱۴۱٬۷۹۸     |
| ماداگاسکار                 | ۱۳۶٬۴۰۰     | ۸٬۵۰۰ F    | ۱۴۴٬۹۰۰ F   |
| مالزی                      | ۱٬۲۱۴٬۱۸۳   | ۱۷۵٬۸۳۴    | ۱٬۳۹۰٬۰۱۷   |
| موریتانی                   | ۲۴۷٬۵۷۷     |            | ۲۴۷٬۵۷۷     |
| مکزیک                      | ۱٬۳۰۴٬۸۳۰   | ۱۱۷٬۵۱۴    | ۱٬۴۲۲٬۳۴۴   |
| مراکش                      | ۹۳۲٬۷۰۴     | ۲٬۲۵۷      | ۹۳۴٬۹۶۱     |
| میانمار                    | ۱٬۷۴۲٬۹۵۶   | ۴۷۴٬۵۱۰    | ۲٬۲۱۷٬۴۶۶   |
| نامیبیا                    | ۵۵۲٬۶۹۵     | ۵۰ F       | ۵۵۲٬۷۴۵ F   |
| هلند                       | ۵۴۹٬۲۰۸     | ۶۸٬۱۷۵     | ۶۱۷٬۳۸۳     |
| نیوزیلند                   | ۵۳۵٬۳۹۴     | ۱۰۵٬۳۰۱ F  | ۶۴۰٬۶۹۵ F   |
| نیجریه                     | ۵۲۳٬۱۸۲     | ۵۶٬۳۵۵     | ۵۷۹٬۵۳۷     |
| نروژ                       | ۲٬۳۹۲٬۹۳۴   | ۶۵۶٬۶۳۶    | ۳٬۰۴۹٬۵۷۰   |
| عمان                       | ۱۵۰٬۵۷۱     | ۱۷۳        | ۱۵۰٬۷۴۴     |
| پاکستان                    | ۴۳۴٬۴۷۳     | ۸۰٬۶۲۲     | ۵۱۵٬۰۹۵     |
| پاناما                     | ۲۱۴٬۷۳۷     | ۸٬۰۱۹      | ۲۲۲٬۷۵۶     |
| پاپوآ گینه نو              | ۲۵۰٬۲۸۰ F   |            | ۲۵۰٬۲۸۰ F   |
| پرو                        | ۹٬۳۸۸٬۶۶۲   | ۲۷٬۴۶۸     | ۹٬۴۱۶٬۱۳۰   |
| فیلیپین                    | ۲٬۲۴۶٬۳۵۲   | ۵۵۷٬۲۵۱    | ۲٬۸۰۳٬۶۰۳   |
| لهستان                     | ۱۵۶٬۲۴۷     | ۳۶٬۶۰۷     | ۱۹۲٬۸۵۴     |
| پرتغال                     | ۲۱۱٬۷۵۷     | ۶٬۴۸۵      | ۲۱۸٬۲۴۲     |
| روسیه                      | ۳٬۱۹۰٬۹۴۶   | ۱۱۴٬۷۵۲    | ۳٬۳۰۵٬۶۹۸   |
| سنگال                      | ۴۰۵٬۰۷۰     | ۱۹۳ F      | ۴۰۵٬۲۶۳ F   |
| سیشل                       | ۱۰۶٬۵۵۵     | ۷۷۲        | ۱۰۷٬۳۲۷     |
| سیرالئون                   | ۱۴۵٬۹۹۳     |            | ۱۴۵٬۹۹۳     |
| آفریقای جنوبی              | ۸۱۷٬۶۰۸     | ۳٬۱۴۲      | ۸۲۰٬۷۵۰     |
| اسپانیا                    | ۸۴۸٬۸۰۳     | ۲۲۱٬۹۲۷    | ۱٬۰۷۰٬۷۳۰   |
| سری‌لانکا                   | ۱۶۱٬۹۶۰     | ۱٬۷۲۴      | ۱۶۳٬۶۸۴     |
| سوئد                       | ۲۵۶٬۳۵۹     | ۵٬۸۸۰      | ۲۶۲٬۲۳۹     |
| تایوان (Republic of China) | ۱٬۰۱۷٬۲۴۳   | ۳۰۴٬۷۵۶    | ۱٬۳۲۱٬۹۹۹   |
| تانزانیا                   | ۳۴۷٬۸۰۰ F   | ۱۱ F       |             |
| تایلند                     | ۲٬۵۹۹٬۳۸۷   | ۱٬۱۴۴٬۰۱۱  | ۳٬۷۴۳٬۳۹۸   |
| تونس                       | ۱۰۹٬۱۱۷     | ۲٬۶۶۵      | ۱۱۱٬۷۸۲     |
| ترکیه                      | ۴۲۶٬۴۹۶     | ۱۱۹٬۱۷۷    | ۵۴۵٬۶۷۳     |
| اوگاندا                    | ۴۱۶٬۷۵۸     | ۱۰٬۸۱۷     | ۴۲۷٬۵۷۵     |
| اوکراین                    | ۲۴۴٬۹۴۳     | ۲۸٬۷۴۵     | ۲۷۳٬۶۸۸     |
| بریتانیا                   | ۶۶۹٬۴۵۸     | ۱۷۲٬۸۱۳    | ۸۴۲٬۲۷۱     |
| ایالات متحده آمریکا        | ۴٬۸۸۸٬۶۲۱   | ۴۷۱٬۹۵۸    | ۵٬۳۶۰٬۵۷۹   |
| اروگوئه                    | ۱۲۵٬۹۰۶     | ۴۷         | ۱۲۵٬۹۵۳     |
| وانواتو                    | ۱۵۱٬۰۷۹     | ۱          | ۱۵۱٬۰۸۰     |
| ونزوئلا                    | ۴۷۰٬۰۰۰ F   | ۲۲٬۲۱۰ F   | ۴۹۲٬۲۱۰ F   |
| ویتنام                     | ۱٬۹۲۹٬۹۰۰   | ۱٬۴۳۷٬۳۰۰  | ۳٬۳۶۷٬۲۰۰   |
| یمن                        | ۲۶۳٬۰۰۰     |            | ۲۶۳٬۰۰۰     |
| دیگر کشورها                | ۹٬۶۸۵٬۸۵۱   | ۷۸۶٬۹۹۳    | ۱۴٬۹۱۷٬۳۷۸  |
| مجموع                      | ۹۳٬۲۵۳٬۳۴۶  | ۴۸٬۱۴۹٬۷۹۲ | ۱۴۱٬۴۰۳٬۱۳۸ |

## گیاهان آبزی
این فهرست کشورهای تولیدکننده گیاهان آبزی در سال ۲۰۰۵ است. در این فهرست نتایج از برداشت کمتر از ۱۰۰،۰۰۰ تن نیست.
| کشور        | برداشت    | آبزیان     | مجموع      |
| ----------- | --------- | ---------- | ---------- |
| شیلی        | ۴۰۹٬۸۵۱   | ۱۵٬۴۹۲     | ۴۲۵٬۳۴۳    |
| چین         | ۳۰۸٬۳۸۰   | ۱۰٬۸۵۵٬۲۹۵ | ۱۱٬۱۶۳٬۶۷۵ |
| اندونزی     | ۷٬۷۳۰     | ۹۱۰٬۶۳۶    | ۹۱۸٬۳۶۶    |
| ژاپن        | ۱۰۴٬۸۹۳   | ۵۰۷٬۷۴۲    | ۶۱۲٬۶۳۵    |
| کره شمالی   |           | ۴۴۴٬۲۹۵ F  | ۴۴۴٬۲۹۵ F  |
| کره جنوبی   | ۱۵٬۲۱۲    | ۶۲۱٬۱۵۴    | ۶۳۶٬۳۶۶    |
| فیلیپین     | ۲۹۸       | ۱٬۳۳۸٬۵۹۷  | ۱٬۳۳۸٬۸۹۵  |
| دیگر کشورها | ۴۵۹٬۴۳۹   | ۹۶٬۷۶۱     | ۵۵۶٬۲۰۰    |
| مجموع       | ۱٬۳۰۵٬۸۰۳ | ۱۴٬۷۸۹٬۹۷۲ | ۱۶٬۰۹۵٬۷۷۵ |